# Епенет
Епене́т — один з перших північноафриканських християнських святих, згадується апостолом Павлом у Новому Заповіті. Апостол від 70-ти.
Походив з Греції, був охрещений Павлом в Ефесі — під час його другої подорожі, ставши першим християнином в провінції Ахайя. Був єпископом спочатку в Коринфі, а потім в Карфагені. Загинув мученицькою смертю.